# Dominum et vivificantem
Dominum et vivificantem è una enciclica pubblicata da papa Giovanni Paolo II il 18 maggio 1986.

Tratta dello Spirito Santo nella vita della Chiesa e del mondo.

## Contenuto
- Introduzione
- I - Lo Spirito del Padre e del Figlio, dato alla Chiesa
- II - Lo Spirito che convince il mondo quanto al peccato
- III - Lo Spirito che dà la vita
- Conclusione